# 国際観光バス (北海道)
国際観光バス株式会社（こくさいかんこうバス）は、北海道札幌市白石区平和通に本社を置く観光貸切バス事業者である。
東京都に存在した国際観光バス（国際興業観光バスに営業譲渡）との関係はない。

## 車両
スーパーハイデッカーを主体にバスを20台保有。

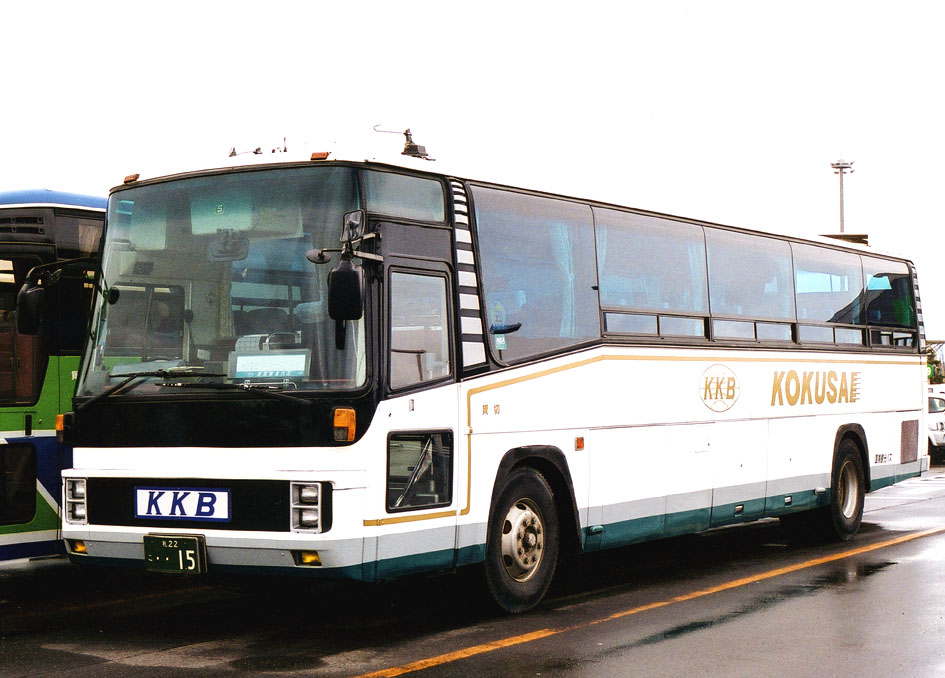
いすゞK-CSA650 川重ハイデッカーIV

## 貸切バス
貸切バス事業は、通常は札幌運輸支局管内での発着（京極町と喜茂別町を除くとする場合もある）が認められているが、貸切バス事業者安全性評価認定制度による優良事業者に限定した営業区域の弾力的な運用の特例で2025年（令和7年）4月1日現在北海道全域となっている。

### シャトルバス
同社は道内で完全予約制のシャトルバスも運行している。
- ルスツ号

札幌とルスツリゾートを結ぶ無料シャトルバス
- ビッグランズ号

新千歳空港とルスツリゾート、札幌市内主要ホテルとサッポロテイネスキー場を結ぶ直行シャトルバス。
- 登別遊湯ライナー

札幌と登別温泉を結ぶ宿泊者限定シャトルバス。